# Zăval
Zăval – wieś w Rumunii, w okręgu Dolj, w gminie Gighera. W 2011 roku liczyła 886 mieszkańców.